# أسا سي. ماثيوز
أسا سي. ماثيوز هو قاضي وسياسي أمريكي، ولد في 22 مارس 1833 في مقاطعة بايك في الولايات المتحدة، وتوفي في 14 يونيو 1908. نشط حزبياً في الحزب الجمهوري. وقد انتخب عضو مجلس نواب إلينوي ‏.